# 実重重実
実重重実（さねしげ しげざね、 1956年- ）は、日本の元農水官僚・生物学者。

## 人物・来歴
島根県安来市出身。10代のとき「フジツボの研究」で科学技術庁長官賞を受賞。1979年東京大学卒業後、農林水産省に入省。微生物から植物、水生動物、哺乳類など幅広く動植物に係わった。発生生物学者・団まりなに師事し、階層生物学研究ラボに参加。農林水産省農村振興局長をへて2005年定年。全国山村振興連盟常務理事兼事務局長。

## 著書
- 『EC食品産業の野望』 (ジェトロ叢書) 日本貿易振興会, 1993.10
- 『もう一つの食料超大国フランス』家の光協会, 1994.10
- 『森羅万象の旅』地湧社, 1996.10
- 『生物に世界はどう見えるか 感覚と意識の階層進化』新曜社, 2019.12
- 『感覚が生物を進化させた 探索の階層進化でみる生物史』新曜社、2021

## 論文
- <実重重実